# No-One but You (Only the Good Die Young)
No-One But You (Only The Good Die Young) é um single da banda britânica de rock Queen, inicialmente escrita pelo guitarrista Brian May em homenagem a Freddie Mercury para o seu álbum solo Another World. A música foi gravada pelos três membros remanescentes do Queen em 1997, seis anos após a morte do vocalista da banda, em 1991. May divide o vocal principal com o baterista Roger Taylor, que fez adaptações na música antes de ser gravada. A faixa foi lançada na compilação Queen Rocks e também foi lançada como single duplo A-Side com "Tie Your Mother Down".

A ideia da música veio após a morte de Diana, Princesa de Gales em agosto de 1997, mas é claramente um elogio a Freddie. Foi dedicada a Mercury e a todos os que morreram cedo. 
Eu escrevi essa música para Freddie em um dia chuvoso quando inauguramos a estátua em Montreux, e eu fui inundado por emoções indesejáveis - como raiva por ter sido tudo o que restou do meu amigo. Mas é claro que ainda resta muito: um arco-íris de músicas e gravações de uma voz que parece bela demais para ser deste mundo. Eu acho que ele foi realmente feito no paraíso.

— Brian May, em seu Instagram
Ela foi inicialmente composta para um potencial projeto solo de Brian May, que evoluiu para o álbum Another World. Brian enviou a demo da música para Roger Taylor, que, segundo o próprio baterista, a colocou numa gaveta e se esqueceu dela. Após ouvi-la, Taylor disse que a música poderia virar uma música do Queen. A contribuição do baterista foi mudando o tempo da melodia e fez a letra ficar menos específica para Mercury. 
A música possui os três membros remanescentes do Queen, a última música a ser lançada sob apenas o nome de Queen. Essa também foi a última faixa com a participação do baixista John Deacon, que se aposentou da vida pública. Esse foi o último lançamento inédito do Queen até a canção "Let me In Your Heart Again", do álbum Queen Forever, de 2014.

## Videoclipe
O videoclipe da música foi dirigido pelo DoRo Productions e gravado nos Estúdios Bray, em Londres, em 29 de novembro de 1997. O vídeo mostra os integrantes da banda em um lugar parecido com um estúdio abandonado. No início do clipe, é possível ver um desenho de Ícaro voando debaixo sol, fazendo referência a uma parte da música "The Show Must Go On", onde Freddie diz que consegue voar. No fim do clipe, os integrantes se retiram do local. Quando as luzes são desligadas, uma se acende sobre um piano, onde há uma taça de champanhe (que era a bebida preferida de Freddie Mercury). Neste momento, a voz do ex-vocalista é ouvida, simbolizando que ele continua vivo. Uma segunda versão do clipe foi feita, com um novo fim e em montagem em sépia de Freddie através de todos os seus anos na banda. Essa versão está presente em Queen Rocks: The Video, de 1998, e em Greatest Flix III VHS, de 1999. Também foi feito um lançamento digital do clipe em 2011.

## Ficha técnica
- Brian May - vocais, piano, guitarra elétrica
- Roger Taylor - vocais, bateria
- John Deacon - baixo